# Andrzej Małysiak
Andrzej Małysiak (ur. 30 czerwca 1957 w Mysłowicach) – polski hokeista, reprezentant Polski, olimpijczyk.
Syn hokeisty Kazimierza Małysiaka, króla strzelców polskiej ligi w sezonie 1958/1959. Grał na pozycji napastnika. W lidze polskiej występował w barwach GKS Katowice oraz GKS Tychy. W ciągu siedmiu lat występów (1975-1982) rozegrał 422 mecze zdobywając 224 bramki.
Reprezentował Polskę podczas turniejów zimowych igrzysk olimpijskich w Lake Placid 1980 oraz mistrzostw świata 1978, 1979, 1981, 1982. Łącznie w reprezentacji rozegrał 59 spotkań, w których zdobył 16 bramek.
W marcu 1982, po Mistrzostwach Świata 1982 Grupy B w austriackim Klagenfurcie nie powrócił do kraju podczas trwającego stanu wojennego, pozostając w Niemczech. Decyzją zarządu PZHL w maju 1982 został za to ukarany dożywotnią dyskwalifikacją (analogicznie Justyn Denisiuk i Bogusław Maj).
W Niemczech reprezentował barwy klubów ECD Sauerland, ERC Ingolstadt, EC Pfaffenhofen.